# Aleksandr Vasiljevitj Samsonov
Aleksandr Vasiljevitj Samsonov (russisk: Александр Васильевич Самсонов) (født 2. november 1859, død 29. eller 30. august 1914) var en russisk general af kavaleriet og chef for 2. arme ved starten af 1. verdenskrig.

## Biografi
I en alder af 18 år gik han ind i den kejserlige russiske hær og deltog i den russisk-tyrkiske krig i 1877-78. Efter krigen kom han på Nikolajevskij militærakademiet i Sankt Petersborg. Under Bokseroprøret 1900 og den Russisk-japanske krig 1904-05 var han chef for en kavaleridivision. Efter slaget ved Mukden i 1905 beskyldte han general Paul von Rennenkampf for at have svigtet ham og udsat hans enhed for en stor risiko, og det kom til åben strid mellem de to.
Efter den russisk-japanske krig blev Samsonov først stabschef ved Warszawa militærdistrikt. I 1909 blev han sendt til Turkestan, hvor han hovedsageligt var beskæftiget med administrative opgaver.
I forbindelse med den russiske mobilisering forud for 1. verdenskrig blev han udnævnt til chef for 2. russiske arme, også kaldet Narew-armeen, der samledes nord for Warszawa. Armeen bestod af fem armekorps, tre kavaleridivisioner, en skyttebrigade og fire reservedivisioner. Med denne arme angreb Samsonov fra den 17. august mod nord ind i Østpreussen. Den 22. august fik armeen kontakt med det XX tyske armekorps under general von Scholtz.
Pga. den overvældende russiske overmagt havde Samsonov god fremgang i de første dage; men den 26.-27. august iværksatte tyskerne en modoffensiv, og ved Tannenberg blev hovedparten af Samsonovs 2. arme omringet og nedkæmpet.
Om natten mellem den 29. og 30. august, da det var klart, at slaget var tabt, gik Samsonov mod syd med en lille gruppe af hjælpere og stabsofficerer. Heriblandt var armeens operationsofficer oberst Vjalov og efterretningsofficeren oberst Lebedev. På et tidspunkt opdagede de andre, at Samsonov var væk, og kort efter hørte de skud; men de var uenige, om de hørte et eller flere skud.
I december 1914 fik Samsonovs hustru den tyske kejsers tilladelse til at komme til Tyskland for at lede efter sin forsvundne mand. Efter flere måneders søgen i diverse fangelejre og i det sydlige Østpreussen fandt hun hos en skovarbejder i landsbyen Klein-Piwnitz en medaljon, som hun mente havde tilhørt hendes mand. Skovarbejderen ledte hende til en grav i skoven, og i oktober 1915 blev liget overført til Rusland.